# Johannes Nyquist
Johannes Nyquist, född 14 december 1890 i Kvevlax, död 28 juli 1952 i Lappfjärd, var en finländsk folkhögskoleföreståndare och folkbildare. 
Nyquist utexaminerades 1912 från Nykarleby seminarium och var 1920–1952 föreståndare för Lappfjärds folkhögskola, som han gjorde till en mönsterskola på sitt område. Han var bland annat på grund av sin initiativrikedom ytterst respekterad i folkbildarkretsar, både på svenskt och på finskt håll. Han var 1926–1951 ordförande i Svenska Österbottens ungdomsförbund och en av initiativtagarna samt från 1939 den förste ordföranden i Svenska Österbottens kulturförbund, som sedermera ombildades till Svenska Österbottens landskapsförbund.